# Zhanna Issabayeva
Zhanna Issabayeva est une réalisatrice, scénariste et productrice kazakhe.

## Filmographie
- 2007 : Karoy
- 2009 : Dorogie moi deti
- 2011 : Terya nevinnost v Almaty
- 2013 : Nagima (Нахима)
- 2015 : Bopem
- 2017 : Sveta
- 2020 : Fate (Судьба)

## Récompenses et distinctions
- 2014 : Festival du film asiatique de Deauville : Lotus du meilleur film pour Nagima[1]